# 夏一凤
夏一凤，号岐岗，后金宁远人，旗籍，清朝顺治十八年前后任青州知府。

## 生平
夏一凤任青州知府期间，重视文教，辟建青州三贤祠。三贤祠原为范公井亭及范公祠，夏一凤将倾圮的富公祠和欧公祠迁至范公祠旁重建，并将范公祠整修一新，在祠后新建“后乐亭”，从而形成了三贤祠的新布局。三贤祠建成后，夏一凤自撰碑文，记述其事。夏一凤还曾修建云门山景观。
山东布政使益都房之骐撰《郡伯夏公德政碑记》来宣扬夏一凤治理青州的功绩。